# Haiger
Haiger är en stad i Lahn-Dill-Kreis i Regierungsbezirk Gießen i förbundslandet Hessen i Tyskland.